# El Sofista
El diàleg El sofista o de l'ésser, pertany als diàlegs tardans madurs (vellesa) de Plató. En aquest diàleg, participen Sòcrates, Teodor, Teetet i un estranger d'Elea. El diàleg és presentat per mitjà de la conversa entre l'estranger d'Elea i Teetet. S'enraona sobre qui és el sofista i a què es dedica?. Després s'endinsen en el problema de l'ésser i el no-ésser. Aquest diàleg té una estructura dialèctica descendent, en la qual per mitjà de la diaíresis s'arriba a una conclusió sobre l'ésser i a l'acord de l'existència del no-ésser.
La identitat real sobre el misteriós estranger d'Elea, fos qui fos, roman desconeguda.